# 클레어 랭킨
클레어 랭킨(영어: Claire Rankin, 1971년 1월 23일 ~ )은 캐나다의 배우이다.
프린스에드워드아일랜드주에서 태어났다.

## 영화
- 호숫가 살인사건: 톤우드 미스터리 (2017년) - 노바 라일리  역
- 몰리스 게임 (2017년) - 엄마  역
- 바이퍼스 (2008년) - 엘리 마틴 역
- 스타게이트 - 아틀란티스 (2004년)
- 존 큐 (2002년)
- 스티브 마티니의 인생 (1996년)
- 위험한 증언 (1996년)
- 제3의 눈 (1995년)
- 픽처 위도우즈 (1994년)
- 데스 위시 5 (1994년) - 맥신 역